# 양주 송암사 육경합부
양주 송암사 육경합부(楊州 松巖寺 六經合部)는 대한민국 경기도 양주시 장흥면 송암사에 있는 책이다. 2015년 4월 27일 경기도의 유형문화재 제305호로 지정되었다.

## 개요
양주 송암사(松岩寺) 육경합부(六經合部)는 조선 세조 6(1460)년에 선종 본사에서 간행한 목판본 1책으로, 조선시대 초기에 널리 독송되는 <금강반야바라밀경(金剛般若波羅蜜經)>·<대방광불화엄경입부사의해탈경계보현행원품(大方廣佛華嚴經入不思議解脫境界普賢行願品)>·<대불정수능엄신주(大佛頂首楞嚴神呪)>·<불설아미타경(佛說阿彌陀經)>·<관세음보살예문(觀世音菩薩禮文)>·<묘법연화경관세음보살보문품(妙法蓮華經觀世音菩薩普門品)> 등 여섯 종류의 불경을 모아 휴대 및 독경의 편리를 도모하기 위해서 한 책으로 모아 합부하여 간행한 것으로, 효령대군(孝寧大君) 등 왕실의 지원을 받아 선종의 본사에서 판각 간행된 판본에 해당하며, 현전본 중 ‘육경(六經)’이 모두 완전하게 갖춘 초간본은 매우 희귀본이다.

## 같이 보기
- 육경합부

## 참고 자료
- 양주 송암사 육경합부 - 국가유산청 국가유산포털